# Élections législatives de 1988 dans la Nièvre
Les élections législatives françaises de 1988 se déroulent les 5 et 12 juin 1988. Dans le département de la Nièvre, deux députés sont à élire dans le cadre de deux circonscriptions.

## Élus
| Circonscription | Député sortant        | Parti                 | Parti                 | Député élu ou réélu         | Parti | Parti |
| --------------- | --------------------- | --------------------- | --------------------- | --------------------------- | ----- | ----- |
| 1re             | Scrutin proportionnel | Scrutin proportionnel | Scrutin proportionnel | Pierre Bérégovoy            |       | PS    |
| 2e              | Scrutin proportionnel | Scrutin proportionnel | Scrutin proportionnel | Jacques Huyghues des Étages |       | PS    |
| 3e              | Scrutin proportionnel | Scrutin proportionnel | Scrutin proportionnel | Bernard Bardin              |       | PS    |

## Positionnement des partis
L'UDF et le RPR se présentent unis sous l'étiquette « Union du Rassemblement et du Centre » tandis que les candidats du Parti socialiste se rangent sous la bannière de la « Majorité présidentielle pour la France unie », slogan de la campagne présidentielle de François Mitterrand.

## Résultats

### Résultats à l'échelle du département
| Parti          | Parti                               | Premier tour | Premier tour | Second tour | Second tour | Sièges |
| Parti          | Parti                               | Voix         | %            | Voix        | %           | Sièges |
| -------------- | ----------------------------------- | ------------ | ------------ | ----------- | ----------- | ------ |
|                | Parti socialiste                    | 60 345       | 51,34        | 25 695      | 62,56       | 3      |
|                | La France unie                      | 60 345       | 51,34        | 25 695      | 62,56       | 3      |
|                |                                     |              |              |             |             |        |
|                | Rassemblement pour la République    | 33 188       | 28,23        | 15 375      | 37,44       | 0      |
|                | Union du Rassemblement et du Centre | 33 188       | 28,23        | 15 375      | 37,44       | 0      |
|                |                                     |              |              |             |             |        |
|                | Parti communiste français           | 14 967       | 12,73        |             |             | 0      |
|                | Front national                      | 8 134        | 6,92         | 0           |             |        |
|                | Parti ouvrier européen              | 910          | 0,77         | 0           |             |        |
|                |                                     |              |              |             |             |        |
| Inscrits       | Inscrits                            | 176 980      | 100,00       | 59 896      | 100,00      | 3      |
| Abstentions    | Abstentions                         | 57 024       | 32,22        | 17 430      | 29,1        |        |
| Votants        | Votants                             | 119 956      | 67,78        | 42 466      | 70,9        |        |
| Blancs et nuls | Blancs et nuls                      | 2 412        | 2,01         | 1 396       | 3,29        |        |
| Exprimés       | Exprimés                            | 117 544      | 97,99        | 41 070      | 96,71       |        |

### Résultats par circonscription

#### Première circonscription (Nevers)
|                | Pierre Bérégovoy sortant réélu | PS             | 19 744 | 53,71  |  |  |  |
|                | Alain Suguenot                 | RPR (URC)      | 10 217 | 27,79  |  |  |  |
|                | Maurice Guin                   | PCF            | 4 194  | 11,41  |  |  |  |
|                | Vincent Carlotti               | FN             | 2 301  | 6,26   |  |  |  |
|                | Jean-Jacques Monot             | POE            | 306    | 0,83   |  |  |  |
|                |                                |                |        |        |  |  |  |
| Inscrits       | Inscrits                       | Inscrits       | 56 982 | 100,00 |  |  |  |
| Abstentions    | Abstentions                    | Abstentions    | 19 547 | 34,3   |  |  |  |
| Votants        | Votants                        | Votants        | 37 435 | 65,7   |  |  |  |
| Blancs et nuls | Blancs et nuls                 | Blancs et nuls | 673    | 1,8    |  |  |  |
| Exprimés       | Exprimés                       | Exprimés       | 36 762 | 98,2   |  |  |  |

#### Deuxième circonscription (Cosne-Cours-sur-Loire)
| Candidat       | Candidat                        | Parti          | Premier tour | Premier tour | Second tour | Second tour |  |
| Candidat       | Candidat                        | Parti          | Voix         | %            | Voix        | %           |  |
| -------------- | ------------------------------- | -------------- | ------------ | ------------ | ----------- | ----------- |  |
|                | Jacques Huyghues des Étages élu | PS             | 17 917       | 45,12        | 25 695      | 62,56       |  |
|                | Bernard-Claude Savy sortant     | RPR (URC)      | 10 939       | 27,55        | 15 375      | 37,44       |  |
|                | André Périnaud                  | PCF            | 6 770        | 17,05        |             |             |  |
|                | André Cendre                    | FN             | 3 478        | 8,76         |             |             |  |
|                | Madeleine Le Boyer              | POE            | 604          | 1,52         |             |             |  |
|                |                                 |                |              |              |             |             |  |
| Inscrits       | Inscrits                        | Inscrits       | 59 910       | 100,00       | 59 896      | 100,00      |  |
| Abstentions    | Abstentions                     | Abstentions    | 19 237       | 32,11        | 17 430      | 29,1        |  |
| Votants        | Votants                         | Votants        | 40 673       | 67,89        | 42 466      | 70,9        |  |
| Blancs et nuls | Blancs et nuls                  | Blancs et nuls | 965          | 2,37         | 1 396       | 3,29        |  |
| Exprimés       | Exprimés                        | Exprimés       | 39 708       | 97,63        | 41 070      | 96,71       |  |

#### Troisième circonscription (Château-Chinon - Clamecy)
|                | Bernard Bardin élu | PS             | 22 684 | 55,23  |  |  |  |
|                | Simone Rignault    | RPR (URC)      | 12 032 | 29,29  |  |  |  |
|                | Cèdre Cadena       | PCF            | 4 003  | 9,75   |  |  |  |
|                | Henri Jardin       | FN             | 2 355  | 5,73   |  |  |  |
|                |                    |                |        |        |  |  |  |
| Inscrits       | Inscrits           | Inscrits       | 60 088 | 100,00 |  |  |  |
| Abstentions    | Abstentions        | Abstentions    | 18 240 | 30,36  |  |  |  |
| Votants        | Votants            | Votants        | 41 848 | 69,64  |  |  |  |
| Blancs et nuls | Blancs et nuls     | Blancs et nuls | 774    | 1,85   |  |  |  |
| Exprimés       | Exprimés           | Exprimés       | 41 074 | 98,15  |  |  |  |